# Hendes Moders Løfte
Hendes Moders Løfte er en dansk stumfilm fra 1917 med instruktion og manuskript af Holger-Madsen.

## Handling
Denne artikel mangler et handlingsreferat. Hjælp os med at skrive det.

## Medvirkende
- Charles Wilken - Hr. von Lenzo
- Emma Wiehe - von Lenzos hustru
- Ingeborg Spangsfeldt - Muriel, von Lenzos datter
- Philip Bech - Phillipsthal, rentier
- Alf Blütecher - Dr. med. Jean Peronard
- Rasmus Christiansen
- Agnes Lorentzen - En nonne
- Amanda Lund